# Silabários indígenas canadenses
Os silabarios indígenas canadenses são uma família de Alfassilabarios (sistema de escrita baseado em pares de consoantes e vogais) criados por James Evans em 1840 para escrever várias línguas indígenas que nunca tiveram um sistema formal de escrita. Esses são reconhecidos por sua distinção em relação ao alfabeto latino das línguas dominantes em Canadá e pela facilidade com que a alfabetização pode ser alcançada.; de fato, no final do século XIX, o povo Cree criou o que pode ter sido uma das maiores taxas de alfabetização do mundo, e especialistas dissesram final do século XIX dizem que praticamente todo falante adulto de Cree era alfabetizado; mesmo que haja aalgum exagero, Cree pode ter tido uma das maiores taxas de alfabetização do mundo na época.

## Relacionados
Silabário inuctitut, Silabario cree (Silabario cree ocidental, Silabario cree orienta), Sistemas de escrita, siksiká, Silabario carrier (dakelh)

## Línguas que usam
Línguas algonquinas: Cree, Naskapi, ojjbua/Chippewa, Siksiká
Línguas esquimó-aleútes: Inuctitut, inuinnaqtun
Línguas atabascanas: dane-zaa, Slavey, chipewyan, sayisi, carrier (dakelh), Sekani

## Unicode
U1400. U+1400; ;U+167F ; U18B0.pdf U+18B0& U+18FF

### Bibliografía
- Comrie, Bernard. 2005. "Writing systems." Martin Haspelmath, Matthew Dryer, David Gile, Bernard Comrie,  eds. The world atlas of language structures, 568-570. Oxford: Oxford University Press. ISBN 0-19-925591-1
- Murdoch, John. 1981. Syllabics: A successful educational innovation. MEd thesis, Universidade de Manitoba
- Nichols, John. 1996. "The Cree syllabary." Peter Daniels e William Bright, eds. The world's writing systems, 599-611. Nova York: Oxford University Press. ISBN 0-19-507993-0